# الجبجب (يريم)

تعديل مصدري - تعديل

الجبجب هي إحدى قرى عزلة خودان بمديرية يريم التابعة لمحافظة إب، بلغ تعداد سكانها 708 نسمة حسب تعداد اليمن لعام 2004.